# Crnogorski fudbalski kup 2007-2008
La Crnogorski fudbalski kup 2007-2008 (in italiano Coppa montenegrina di calcio 2007-2008), conosciuta anche come Kup Crne Gore u fudbalu 2007-2008, fu la 2ª edizione della coppa del Montenegro di calcio.
Il detentore era il Rudar Pljevlja. In questa edizione la coppa fu vinta dal Mogren (al suo 1º titolo) che sconfisse in finale il Budućnost.

## Formula
La formula è quella dell'eliminazione diretta, in caso si parità al 90º minuto si va direttamente ai tiri di rigore senza disputare i tempi supplementari (eccetto in finale). Gli accoppiamenti sono decisi tramite sorteggio.

### Calendario
| Turno            | Numero di incontri | Squadre | Entrano in questo turno        | Date                         |
| ---------------- | ------------------ | ------- | ------------------------------ | ---------------------------- |
| Primo turno      | 14                 | 30 → 16 | Tutte eccetto Rudar e Sutjeska | 3 ottobre 2007               |
| Ottavi di finale | 16                 | 16 → 8  | Rudar e Sutjeska               | 24 ottobre e 7 novembre 2007 |
| Quarti di finale | 8                  | 8 → 4   | –                              | 5 e 12 dicembre 2007         |
| Semifinali       | 4                  | 4 → 2   | –                              | 2 e 16 aprile 2008           |
| Finale           | 1                  | 2 → 1   | –                              | 7 maggio 2008                |

### Squadre partecipanti
Partecipano 30 squadre: le 12 della Prva liga, le 12 della Druga liga e le 6 finaliste delle tre coppe regionali (Nord, Centro e Sud).
Prva liga
- Bokelj
- Budućnost
- Dečić
- Grbalj
- Kom
- Lovćen
- Mladost Podgorica
- Mogren
- Petrovac
- Rudar Pljevlja
- Sutjeska
- Zeta

Druga liga
- Arsenal Tivat
- Berane
- Bratstvo
- Čelik Nikšić
- Crvena Stijena
- Gusinje
- Ibar
- Jedinstvo Bijelo Polje
- Jezero
- Otrant-Olympic
- Tekstilac Bijelo Polje
- Zabjelo

Treća liga
- OFK Bar (finalista Sud)
- Grafičar Podgorica (finalista Centro)
- Mornar (vincitore Sud)
- Ribnica (vincitore Centro)
- Pljevlja (vincitore Nord)
- Prvijenac (finalista Nord)

## Primo turno
Rudar Pljevlja e Sutjeska esentate in quanto finaliste della Crnogorski fudbalski kup 2006-2007.
| Squadra 1          | Risultato       | Squadra 2              |
| ------------------ | --------------- | ---------------------- |
| 02.10.2007         |                 |                        |
| Grafičar Podgorica | 0 – 2           | Budućnost              |
| 03.10.2007         |                 |                        |
| Zeta               | 3 – 1           | Tekstilac Bijelo Polje |
| Petrovac           | 3 – 0           | Gusinje                |
| Grbalj             | 4 – 0           | Čelik Nikšić           |
| Bokelj             | 1 – 1 (1-4 dtr) | Berane                 |
| Dečić              | 3 – 0           | Bratstvo               |
| Zabjelo            | 0 – 0 (2-4 dtr) | Lovćen                 |
| Prvijenac          | 0 – 3           | Kom                    |
| Pljevlja           | 0 – 5           | Mogren                 |
| Mornar             | 0 – 1           | Mladost Podgorica      |
| Arsenal Tivat      | 0 – 0 (4-1 dtr) | Jedinstvo Bijelo Polje |
| Ibar               | 1 – 0           | Crvena Stijena         |
| Otrant-Olympic     | 1 – 1 (5-3 dtr) | Jezero                 |
| Ribnica            | 1 – 1 (5-6 dtr) | OFK Bar                |

## Ottavi di finale
| Squadra 1      | Totale          | Squadra 2         | Andata     | Ritorno    |
| -------------- | --------------- | ----------------- | ---------- | ---------- |
|                |                 |                   | 24.10.2007 | 07.11.2007 |
| Zeta           | 1 – 0           | Mladost Podgorica | 1 – 0      | 0 – 0      |
| Budućnost      | 6 – 0           | Kom               | 3 – 0      | 3 – 0      |
| Dečić          | 0 – 3           | Rudar Pljevlja    | 0 – 1      | 0 – 2      |
| Petrovac       | 3 – 3 (gfc)     | Lovćen            | 2 – 0      | 1 – 3      |
| Grbalj         | 9 – 0           | OFK Bar           | 7 – 0      | 2 – 0      |
| Otrant-Olympic | 2 – 2 (2-3 dtr) | Arsenal Tivat     | 0 – 2      | 2 – 0      |
| Berane         | 4 – 2           | Ibar              | 1 – 0      | 3 – 2      |
| Mogren         | 2 – 1           | Sutjeska          | 1 – 1      | 1 – 0      |

## Quarti di finale
| Squadra 1      | Totale          | Squadra 2     | Andata     | Ritorno    |
| -------------- | --------------- | ------------- | ---------- | ---------- |
|                |                 |               | 05.12.2007 | 12.12.2007 |
| Zeta           | 1 – 2           | Budućnost     | 0 – 0      | 1 – 2      |
| Rudar Pljevlja | 2 – 0           | Grbalj        | 0 – 0      | 2 – 0      |
| Mogren         | 1 – 0           | Petrovac      | 0 – 0      | 1 – 0      |
| Berane         | 2 – 2 (4-3 dtr) | Arsenal Tivat | 1 – 1      | 1 – 1      |

## Semifinali
| Squadra 1      | Totale | Squadra 2 | Andata     | Ritorno    |
| -------------- | ------ | --------- | ---------- | ---------- |
|                |        |           | 02.04.2008 | 16.04.2008 |
| Rudar Pljevlja | 0 – 1  | Mogren    | 0 – 0      | 0 – 1      |
| Berane         | 0 – 4  | Budućnost | 0 – 0      | 0 – 4      |

## Finale
| Squadra 1  | Risultato             | Squadra 2 |
| ---------- | --------------------- | --------- |
| 07.05.2008 |                       |           |
| Mogren     | 1 – 1 (dts) (6-5 dtr) | Budućnost |

| Arbitro: | Jovan Kaluđerović (Cettigne) |

| |                      | |
| Ratko Zec 84’ | Marcatori            | 53’ Petar Vukčević |
| Božović Nerić Pejović Radulović Gluščević Vujović                                                                                      | Tiri di rigore 6 – 5 | P. Vukčević N. Vuković Đurišić I. Vuković Raičević Bećiraj                                                                                           |
| Janjušević Begović Pejović Jovanović Radulović (74' Bulatović) Papović Vujović (55' Nerić) Čakar Gluščević (81' R. Zec) M. Zec Božović | Formazioni           | Vujadinović Perišić (93' Sekulić) Čarapić Rajović N. Vuković Vidović (71' I. Vuković) Raičević Delić (46' Đurišić) Gustavo López P. Vukčević Bećiraj |
| Dejan Vukićević | Allenatori           | Branko Babić |